# 福島県道147号松川渋川線
福島県道147号松川渋川線（ふくしまけんどう147ごう まつかわしぶかわせん）は、福島県福島市から二本松市に至る一般県道である。

## 概要
- 起点：福島市松川町沼袋字北原
- 終点：二本松市渋川字大壇（福島県道114号福島安達線交点）
- 総延長：4.029 km[1]
  - 実延長：総延長に同じ
- 路線認定年月日：1963年1月11日[2]

### 道路施設
観音堂橋
- 全長：35 m
- 幅員：7 m
- 竣工：1970年[3]

二本松市米沢字原向から字椴ノ木に跨り、一級水系阿武隈川水系水原川を渡る。橋名は北側に位置する観音堂と、それに由来し当橋梁の河川部分の地名である字観音堂から取られている。

## 通過する自治体
- 福島県
  - 福島市 - 二本松市

## 接続路線
- 福島市内
  - 福島県道52号土湯温泉線（松川町沼袋字北原 起点）
  - 福島県道192号松川停車場戸ノ内線（松川町沼袋字戸ノ内）
- 二本松市内
  - 福島県道114号福島安達線（渋川字大壇 終点）

## 沿線
- 安達太良神社